# 维埃纳河畔埃克西德伊
維埃納河畔埃克西德伊（法語：Exideuil-sur-Vienne，法語發音：[ɛksidœj syʁ vjɛn]，2018年之前名为埃克西德伊 (Exideuil)）是法国夏朗德省的一个市镇，位于该省东北部，属于孔福朗区。

## 地理
维埃纳河畔埃克西德伊（45°53'10"N, 0°40'25"E）面积20.56 平方千米，位于法国新阿基坦大区夏朗德省，该省份为法国西部内陆省份，北起德塞夫勒省和维埃纳省，东临上维埃纳省，东南至多尔多涅省，南至多爾多涅省，西接滨海夏朗德省。
与维埃纳河畔埃克西德伊接壤的市镇（或旧市镇、城区）包括：沙巴奈、希拉克、马诺、夏朗德河畔圣康坦、上夏朗德土地镇。

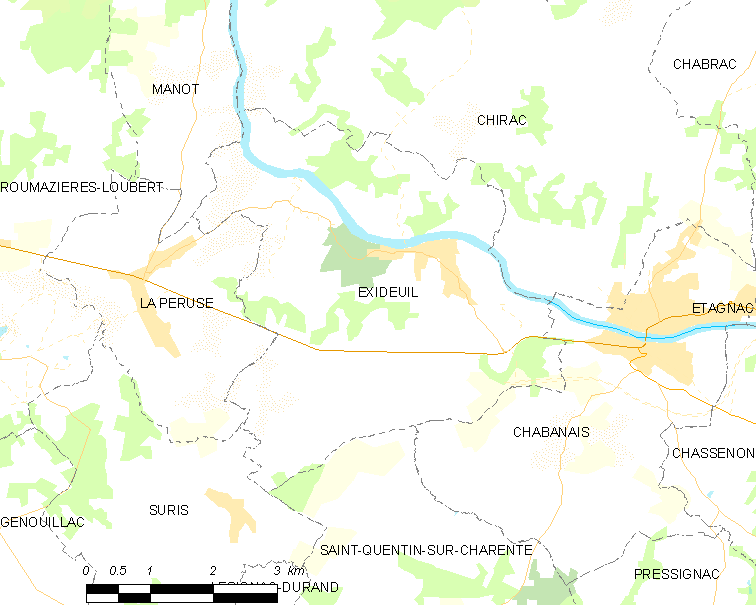
维埃纳河畔埃克西德伊的OSM定位图

维埃纳河畔埃克西德伊的时区为UTC+01:00、UTC+02:00（夏令时）。

## 行政
维埃纳河畔埃克西德伊的邮政编码为16150，INSEE市镇编码为16134。

## 政治
维埃纳河畔埃克西德伊所属的省级选区为夏朗德-维埃纳县。

## 人口

1962-2008年间维埃纳河畔埃克西德伊人口变化图示

维埃纳河畔埃克西德伊于2022年1月1日时的人口数量为1028人。